# Tercio

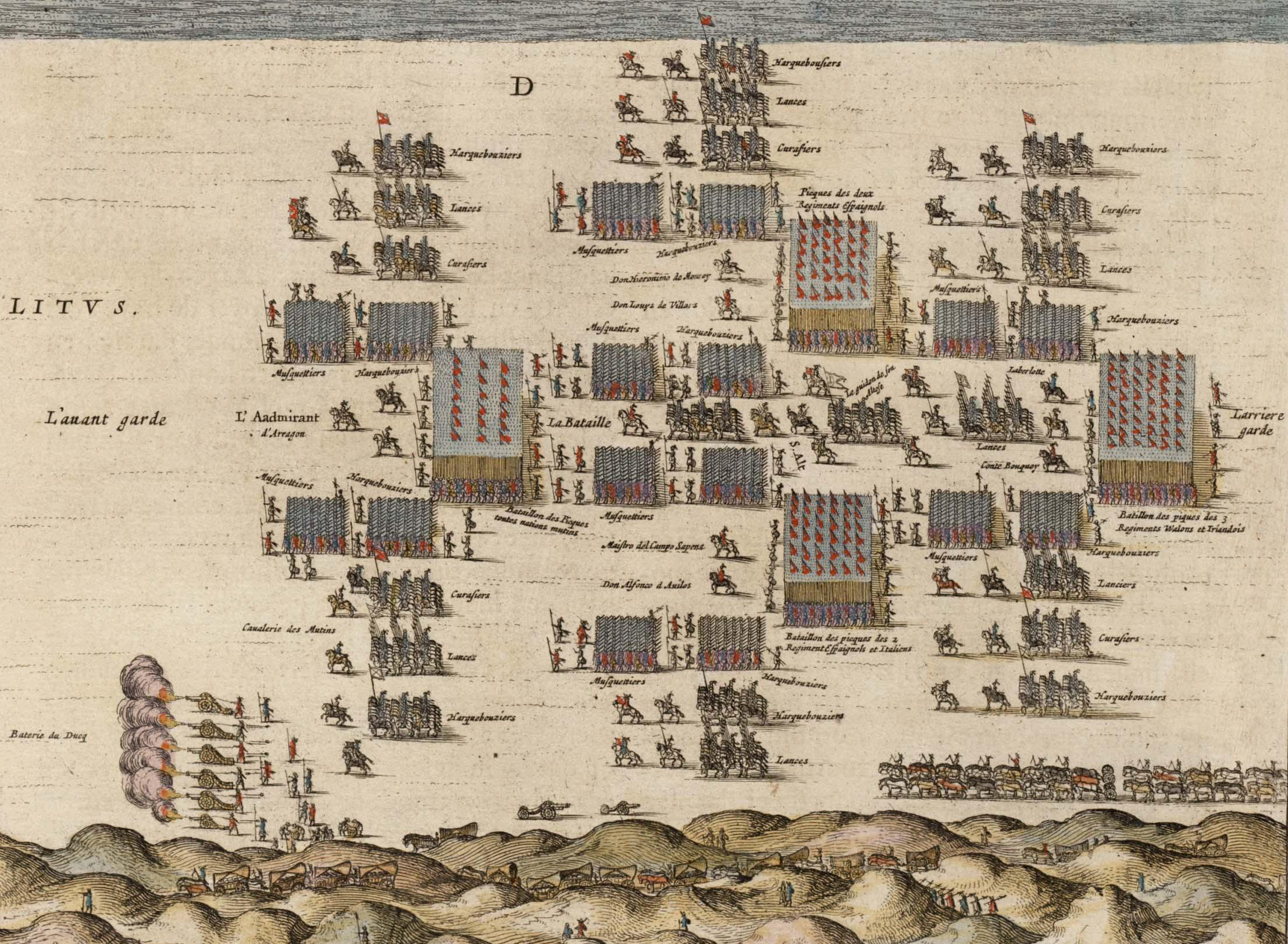
Spaanse tercios in de Slag bij Nieuwpoort (1600)

Een Tercio ("een derde") was tijdens de Renaissance een militaire formatie vergelijkbaar met de Zwitserse Garde. Tercio was een term voor een gemengde infanterieformatie van ongeveer 3.000 man, bestaande uit: piekeniers, zwaardvechters en haakbusschutters in een wederzijds ondersteunende formatie. Na de invoering hiervan werd de term ook wel aangeduid als Spaans vierkant en werd meer dan een eeuw beschouwd als een dominerende invloed op het gebied van strategische oorlogvoering.